# 名古屋市立高坂小学校
名古屋市立高坂小学校（なごやしりつ たかさかしょうがっこう）は愛知県名古屋市天白区高坂町にあった公立小学校。
2020年（令和2年）時点で児童数115名・各学年1クラスと小規模な小学校であった。
児童数の減少に伴い2024年（令和6年）3月31日をもって閉校。同年4月からしまだ小学校と統合して、名古屋市立たかしま小学校が設立される。

## 歴史

### 沿革
校名の由来となった「高坂」の地名は一帯が丘陵地で古くから高坂と呼ばれていたことに由来する。
- 1967年（昭和42年） - 名古屋市立天白小学校島田分校として開校[1]。
- 1969年（昭和44年） - 名古屋市立高坂小学校として独立開校[1]。プール完成[1]。
- 1972年（昭和47年） - 名古屋市立しまだ小学校が本校から分離独立[1]。
- 1973年（昭和48年） - 体育館兼講堂完成[1]。
- 1975年（昭和50年） - 名古屋市立相生小学校が本校から分離独立[1]。
- 1980年（昭和55年） - 校歌「ぼくも わたしも」を制定・校旗樹立[1]。校歌「ぼくも わたしも」は作詞：柴田豊[注 1]・作曲：清水成幸[注 2][11]。
- 2007年（平成19年） - 特別支援学級「たんぽぽ」を新設[1]。
- 2013年（平成25年） - 特別支援学級「たんぽぽ2組」を新設[1]。
- 2024年（令和6年）3月31日 - 閉校。
  - 4月 - 名古屋市立しまだ小学校と統合され、名古屋市立たかしま小学校が設立。

### 児童数の変遷
『愛知県小中学校誌』（1998年）によると、児童数の変遷は以下の通りである。
| 1969年（昭和44年） | 1,210人 |  |
| 1977年（昭和52年） | 755人   |  |
| 1987年（昭和62年） | 391人   |  |
| 1997年（平成9年）  | 276人   |  |

## 校訓
「清く美しく 強くたくましく 明るく高らかに」

## 通学区域
- 天白区島田黒石・高坂町の全域[12]
- 島田が丘の一部（一部はしまだ小学校）[12]
- 土原四丁目・天白町大字島田字黒石の一部（一部は天白小学校）[12]
- 久方二丁目・久方三丁目の一部（一部は相生小学校）[12]

本校が位置する高坂学区の人口は天白区内の学区では最も少ないほか、65歳以上の高齢化率も40％を超え市内最高となっている。本校も少子化による児童数減少の影響を受け、2019年（令和元年）12月時点ではクラス替えができない1学年1学級の状態となっており、名古屋市教育委員会は学校の統合を検討。2024年3月をもって閉校、しまだ小学校と統合することになった。

### 学校周辺
本校は天白区・緑区の区境付近に位置した。
- 豊田工業大学[6]
- 名古屋市立久方中学校[6]
- 高坂幼稚園

### 隣接する公立小学校区（閉校（2024年3月）時点）
いずれも名古屋市立の小学校である。
- 相生小学校学区（天白区） - 当学区の西側
- 桃山小学校学区（緑区） - 当学区の南側
- しまだ小学校学区（天白区） - 当学区の北側・東側

### 進学先中学校
名古屋市では公立学校選択制が導入されていないため、高坂小学校を卒業した児童の公立中学校進学先は名古屋市立久方中学校となる（進学時に学区の変更を伴う転居などがない場合）。

## 交通アクセス
最寄りバス停は名古屋市営バス（市バス）の「高坂小学校（現:高坂町）」バス停（徒歩300メートル）および「大根荘（現:おおね荘）」バス停（徒歩約500メートル）であった。
- 原駅（名古屋市営地下鉄鶴舞線）併設の「地下鉄原」バス停から市バス幹原1系統・原12系統・徳重13系統に乗車して「高坂小学校（現:高坂町）」バス停で下車（乗車時間約10分）[6]
- 相生山駅（名古屋市営地下鉄桜通線）付近の「地下鉄相生山」バス停から市バス幹原1系統・相生11系統に乗車して「高坂小学校（現:高坂町）」バス停で下車（乗車時間約4分）[6]
- 八事駅（名古屋市営地下鉄名城線・鶴舞線）から市バス八事11系統に乗車して「大根荘（現:おおね荘）」バス停で下車（乗車時間約16分）[6]

## 出身人物
- 佐藤啓 - 中京テレビアナウンサー[18]（名古屋市立久方中学校卒業）[注 6]
- 工藤公康 - 元プロ野球選手・福岡ソフトバンクホークス監督（名古屋市立久方中学校卒業）[19][20]
- 紀藤真琴 - 元プロ野球選手（名古屋市立久方中学校卒業）[21]